# Vírgala Mayor (localidad)
Vírgala Mayor (Birgaragoien en euskera, y oficialmente Vírgala Mayor/Birgaragoien) es una localidad del concejo de Vírgala Mayor, que está situado en el municipio de Arraya-Maestu, en la provincia de Álava. 

## Historia
Hacia mediados del siglo XIX, el lugar, por entonces perteneciente a Arraya, tenía contabilizada una población de 136 habitantes. Aparece descrito en el decimosexto y último volumen del Diccionario geográfico-estadístico-histórico de España y sus posesiones de Ultramar de Pascual Madoz con las siguientes palabras:

VIRGALA MAYOR: l. del ayunt. de Arraya en la prov. de Alava (á Vitoria 3 1/2 leg.), part. jud. de Salvatierra (2 1/2), aud. terr. de Búrgos (23 1/2), c. g. de las Provincias Vascongadas, dióc. de Calahorra (12 1/2): sit. en llano entre colinas; clima templado y reina el viento N. Tiene 21 casas; escuela de primera educacion para ambos sexos, dotada con 18 fan. de trigo; igl. parr. (San Andrés), servida por 2 beneficiados; 2 ermitas (San Miguel y Sta. Maria), y para el surtido de los hab. diferentes fuentes de aguas potables. El térm. confina N. Gauna; E. Alecha; S. Virgala Menor, y O. Azaceta; y comprende dentro de su circunferencia algunos trozos de monte poblado. El terreno es llano y en su mayor parte de inferior calidad; le atraviesa un afluente del r. Ega, al cual rinde sus aguas en Virgala Menor; tiene 2 puentes de madera, uno en cada estremo del pueblo. caminos: el que conduce á Vitoria en mediano estado: el correo se recibe de esta c. prod.: toda clase de granos y frutos, aunque en corta cantidad; pero la de legumbres es abundante, cria toda especie de ganado, particularmente lanar y caballar; caza de varias clases; pesca de truchas. ind.: ademas de la agricultura y ganaderia hay un molino harinero, y algunos colmenares que producen bastante miel y cera. pobl.: 16 vec., 136 alm. contr.: con su ayunt. (V.).
(Madoz, 1850, p. 332)

En la actualidad, pertenece al municipio de Arraya-Maestu. En 2022, tenía empadronados 41 habitantes.

## Demografía
| Gráfica de evolución demográfica de Vírgala Mayor entre 2000 y 2017 |
|                                                                     |
| Población de derecho según los censos de población del INE.         |

## Patrimonio
Hay en el lugar una iglesia de San Andrés.